# Pistis Sophia

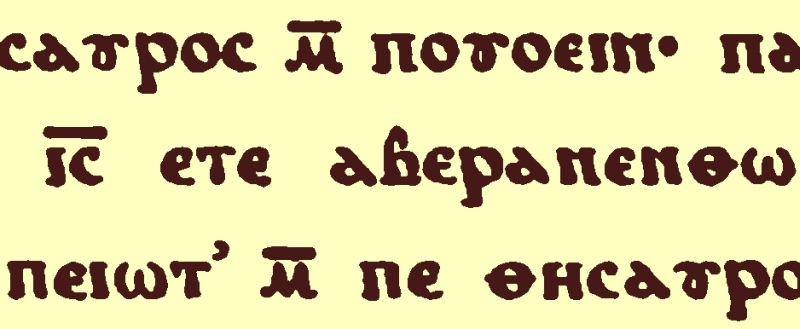
La frase "Jesús, es decir, Aberamentho" en el original copto de un extracto de la Obra Pistis Sophia Opus Gnosticum Valentino adiudicatum. M. G. Schwartze, Berlín 1851.

Pistis Sophia es un importante texto gnóstico descubierto en 1773, escrito posiblemente en el siglo II. Las cinco copias restantes, que los estudiosos sitúan en los siglos V o VI, relatan las enseñanzas gnósticas de Jesús transfigurado a los discípulos reunidos (incluyendo a su madre María, María Magdalena y Marta), cuando el Cristo resucitado había cumplido once años hablando con sus discípulos, enseñándoles solo los misterios más inferiores. (En este contexto, «transfigurado» se refiere a Jesús después de su muerte y resurrección, y no al evento durante su vida en el que habló con Moisés y Elías en una montaña). Después de estos once años, el Jesús resucitado recibe sus verdaderas vestimentas y es entonces capaz de revelarles los misterios más elevados que son venerados por este grupo. Estos importantes misterios revelan las complejas estructuras y las jerarquías del cielo, y el conocimiento necesario para que el alma alcance los reinos divinos más elevados, ideas familiares en las enseñanzas gnósticas.
Gran parte de los dos primeros libros del manuscrito se dedican a caracterizar el mito de la caída y restauración de una figura conocida como Pistis Sophia, en particular señalando paralelismos detallados entre sus oraciones de arrepentimiento y algunos salmos y odas de Salomón en particular.
Aunque en muchos textos y sistemas gnósticos Sofía es una divinidad femenina importante, en Pistis Sophia tiene su origen y habitación fuera del reino divino. Su caída y redención son descritas de manera paralela a como se describen en otras versiones del mito de Sofía como la del Apócrifo de Juan, pero todas las acciones tienen lugar en los eones materiales, y solo puede ser restaurada a su lugar en el decimotercer eón, fuera del Reino de la Luz.
La divinidad femenina del gnosticismo es Sofía, un ser con muchos aspectos y nombres. Es identificada a veces con el Espíritu Santo mismo pero, según sus diversas capacidades, es también la Madre Universal, la Madre de la Vida o la Madre Resplandeciente, el Poder de lo Alto, la de la mano izquierda (opuesta a Cristo, entendido como su marido y el de la mano derecha), como la Exuberante, la Matriz, la Virgen, la Esposa del Hombre, la Reveladora de los Misterios Perfectos, la Sagrada Paloma del Espíritu, la Madre Celestial, la Errante, o Elena (es decir, Selene, la Luna). Fue prevista como la Psique del mundo y el aspecto femenino del Logos.
El título de Pistis Sophia es oscuro y se traduce a veces como Sabiduría de Fe, Sabiduría en Fe o Fe en Sabiduría. Una traducción más exacta, teniendo en cuenta su contexto gnóstico, es la fe de Sofía; Sofía para los gnósticos era una sicigia divina de Cristo, en lugar de simplemente una palabra que significa sabiduría. En una versión más temprana, más simple de Sofía, en el Códice de Berlín y también en un papiro de Nag Hammadi, el Cristo transfigurado explica la Pístis de una manera bastante oscura:

De nuevo, sus discípulos dijeron: Dinos claramente, ¿cómo bajaron de las invisibilidades, desde lo inmortal al mundo que muere?
El perfecto Salvador dijo: El Hijo del Hombre estuvo de acuerdo con Sabiduría, su cónyuge y manifestó una gran luz andrógina. Su nombre masculino es denominado «Salvador, generador de todas las cosas». Su nombre femenino es denominado «Sabiduría totalmente generadora». Algunos la llaman, sin embargo, «Fe».

El más conocido de los cinco manuscritos de Pistis Sophia está vinculado a otro texto gnóstico titulado sobre la encuadernación «Piste Sophiea Cotice». Este Códice Askew fue comprado por el Museo Británico (en la actualidad Biblioteca Británica) en 1795 procedente del doctor Anthony Askew. Hasta el descubrimiento de la biblioteca de Nag Hammadi en 1945, el Códice Askew fue uno de los tres códices que contenían casi todos los escritos gnósticos que habían sobrevivido a la represión de este tipo de literatura, tanto en Oriente como en Occidente, los otros dos códices son el Códice Bruce y el Códice Berlín. Aparte de estas fuentes primarias, todo lo escrito acerca del gnosticismo que llegó a estar disponible antes de la biblioteca de Nag Hammadi se basaba en citas, caracterizaciones y caricaturas en los escritos de los enemigos del gnosticismo. El propósito de estos escritos heresiológicos era polémico, presentando las enseñanzas gnósticas como absurdas, extrañas y egoístas, y como una herejía aberrante desde un punto de vista cristiano proto-ortodoxo y ortodoxo.
El texto proclama que Jesús permaneció sobre la tierra después de la resurrección durante 11 años, y fue capaz en este tiempo de enseñar a sus discípulos hasta el primer (es decir, iniciación) nivel del misterio. Se inicia con una alegoría paralela a la muerte y resurrección de Jesús, y que describe el descenso y ascenso del alma. Después procede a describir importantes figuras dentro de la cosmología gnóstica, y, finalmente, enumera 32 deseos carnales que superar antes de que la salvación sea posible, la superación de todos ellos constituye la salvación. 
Pistis Sophia incluye citas de cinco de las Odas de Salomón, que se encuentran entre los capítulos 58 y 71. Pístis Sophía era la única fuente conocida para la redacción existente de cualquiera de las Odas hasta el descubrimiento de un texto siríaco casi completo de las Odas en 1909. Debido a que la primera parte de este texto está perdida, Pistis Sophia sigue siendo la única fuente de la Oda 1.

## Ediciones del texto completo
En castellano
- García Bazán, Francisco (2007). La gnosis eterna. Antología de textos gnósticos griegos, latinos y coptos. Volumen II. Pístis Sophía / Fe Sabiduría. Primera edición y traducción del original completo en lengua española. Madrid: Editorial Trotta. ISBN 978-84-8164-852-2.

Otros idiomas
- Pistis Sophia, editado por J. H. Petermann, traducción latina de M. G. Schwartz: Berlín, 1851. Ver/descargar aquí y aquí.
- Pistis Sophia, editado por Carl Schmidt, Cóptica 2, Hauniae: Gyldendalske Boghandel-Nordisk Forlag, 1925.
- Pistis Sophia, editado por Carl Schmidt, traducción y notas de Violet Macdermot, Nag Hammadi Studies 9, Leiden: E. J. Brill, 1978. Vista previa de Google aquí.